# Championnats du monde de boxe amateur 2025
Ne doit pas être confondu avec les Championnats du monde de boxe 2025 (hommes et femmes) organisés par la World Boxing.
Navigation
Édition précédente
Les 23es Championnats du monde de boxe amateur masculins se déroulent en novembre 2025 à Astana, en Kazakstan, sous l'égide de l'IBA (Association internationale de boxe).
Ce championnat intervient alors le Comité international olympique a interpellé l’ensemble des fédérations nationales affiliées à l'IBA indiquant que seules les fédérations affiliées à la World Boxing pouvaient prétendre à participer aux prochains Jeux olympiques.

## Résultats

### Podiums
| Catégories                    | Or | Argent | Bronze |
| Poids mi-mouches (-48 kg)     |    |        |        |
|                               |    |        |        |
| Poids mouches (-51 kg)        |    |        |        |
|                               |    |        |        |
| Poids coqs (-54 kg)           |    |        |        |
|                               |    |        |        |
| Poids plumes (-57 kg)         |    |        |        |
|                               |    |        |        |
| Poids légers (-60 kg)         |    |        |        |
|                               |    |        |        |
| Poids super-légers (-63,5 kg) |    |        |        |
|                               |    |        |        |
| Poids welters (-67 kg)        |    |        |        |
|                               |    |        |        |
| Poids super-welters (-71 kg)  |    |        |        |
|                               |    |        |        |
| Poids moyens (-75 kg)         |    |        |        |
|                               |    |        |        |
| Poids mi-lourds (-80 kg)      |    |        |        |
|                               |    |        |        |
| Poids lourds-légers (-86 kg)  |    |        |        |
|                               |    |        |        |
| Poids lourds (-92 kg)         |    |        |        |
|                               |    |        |        |
| Poids super-lourds (+92 kg)   |    |        |        |
|                               |    |        |        |

### Tableau des médailles
| Place | Pays | Médaille d'or, monde | Médaille d'argent, monde | Médaille de bronze, monde | Total |
| ----- | ---- | -------------------- | ------------------------ | ------------------------- | ----- |
| Total |      | -                    | -                        | -                         | -     |